# Zábavní park

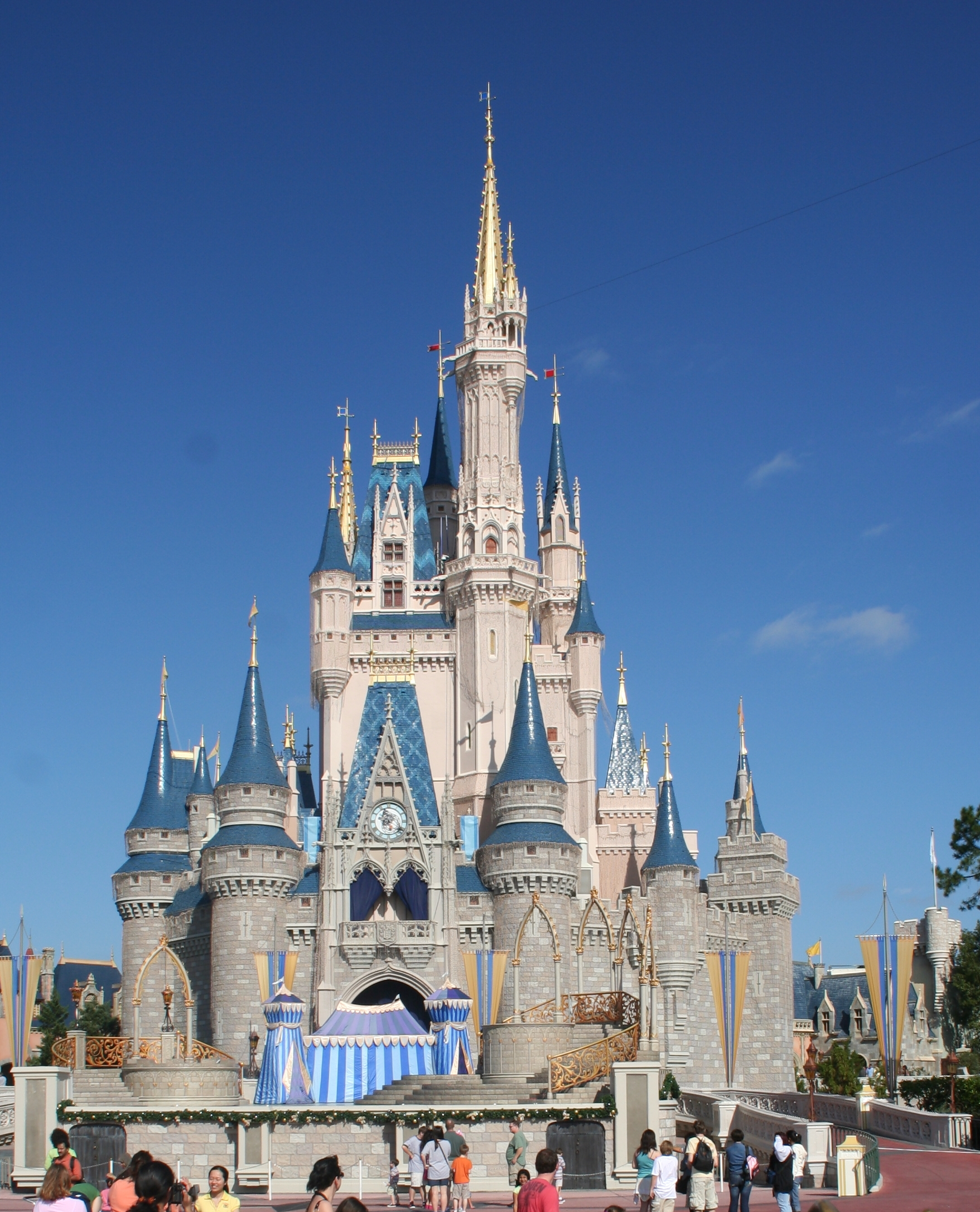
Hrad Popelky v Disney Worldu na Floridě

Zábavní park (lunapark, lidově též pouť) je areál, ve kterém se nacházejí různé zábavní pouťové atrakce. Vyšším stupněm zábavního parku jsou parky tematické, které jsou laděné do jednoho tématu (např. Disneyland, Gardaland nebo Legoland). Mimo pevné lunaparky existují i pojízdné, stěhující se neustále od města k městu na vyhrazená místa. Někdy využívají městských slavností, tradičních svátků. Stěhování se provádí na nákladních autech (i upravených), přívěsech traktorů a dnes i s auty osobními.
Nejpopulárnějšími atrakcemi zábavních parků jsou horské dráhy, dále nejrůznější kolotoče, vodní dráhy, střelnice, nafukovací skluzavky a hopsadla, autodromy, strašidelné domy apod.

## Historie lunaparků a trolejparků
České označení lunapark pochází z anglického názvu Luna Park, které jako první dostal zábavní park na poloostrově Coney Island v New Yorku v roce 1903, založený Charlesem I. D. Looffem. Název pocházel ze zábavní atrakce „A Trip to the Moon“ (výlet na Měsíc), scénické jízdy, která byla, vedle horské dráhy Cyclone, jednou ze zdejších hlavních atrakcí. Původně ji zkonstruoval Frederic Thompson pro Panamerickou výstavu v Buffalu v roce 1901. Frederick Ingersoll v roce 1904 s pomocí investorů založil společnost Luna Park Amusement Company a v roce 1905 otevřel Lunaparky v Pittsburghu a Clevelandu. Byly to první dva lunaparky vybavené elektrickým osvětlením. Následně vytvořil celosvětovou síť 44 Lunaparků, pro které jeho společnost též navrhovala a vyráběla atrakce. Celkem jeho společnost vyrobila 277 horských drah a zasloužila se o popularitu takzvaných Trolley Parků, zábavních parků vznikajících v první třetině dvacátého století obvykle poblíž konečných stanic tramvají ve větších městech. Frederick Intersoll zemřel v roce 1927 a mnohé z jeho Lunaparků zanikly, ale slovo lunapark se stalo v mnoha zemích a jazycích obecným označením pro zábavní parky.

## Zábavní parky v Česku

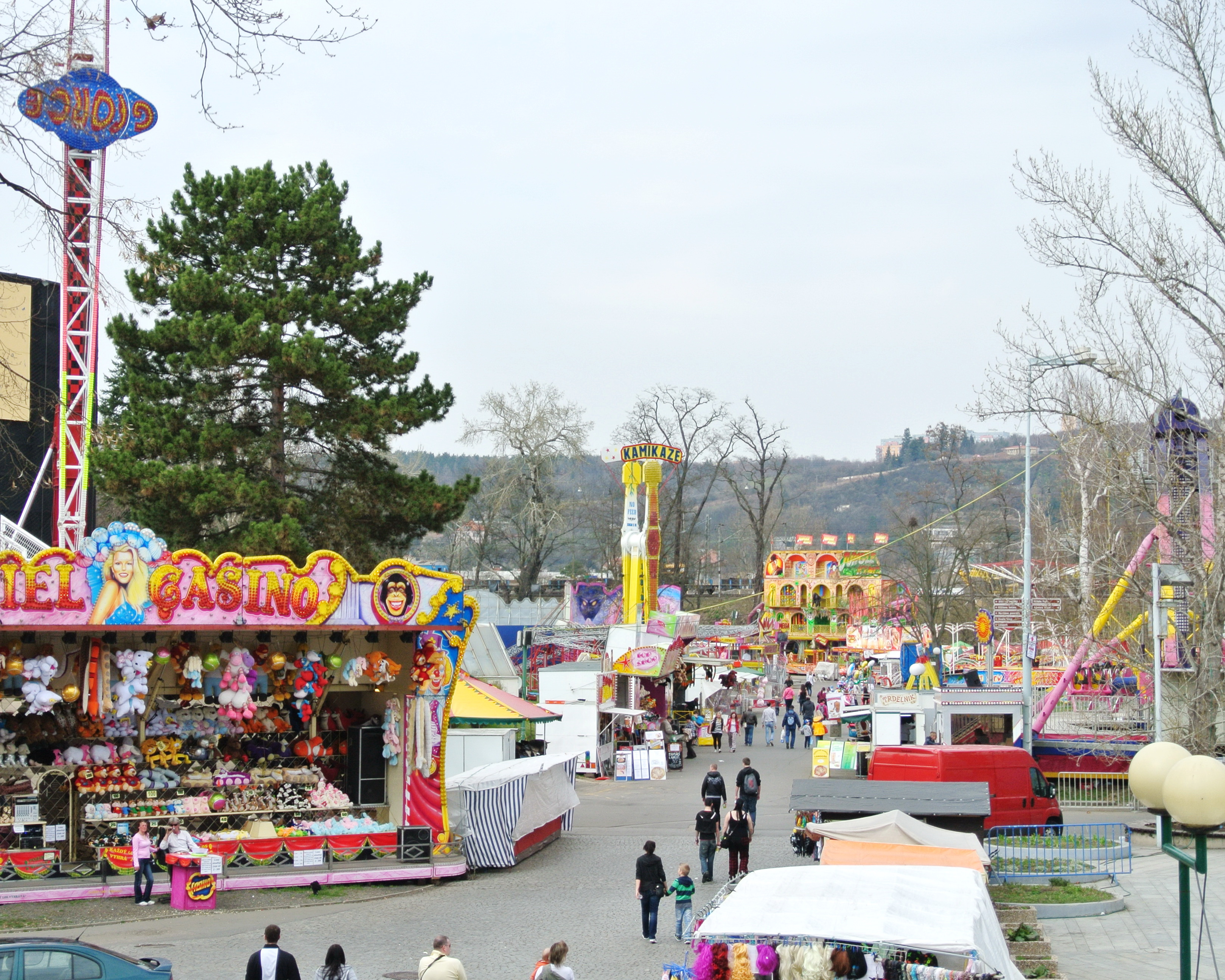
Pražský lunapark - Matějská pouť

V českém prostředí bývalo kočovné provozování zábavních atrakcí tradičně spojeno s výročními poutními slavnostmi posvěcení kostelů (posvícení). Proto se pro ně vžilo označení pouť, pod nímž si s postupující sekularizací společnosti a osamostatnění zábavních parků běžný obyvatel představí spíše zábavní park než náboženskou slavnost či dokonce putování na ni. V České republice funguje mnoho takových pojízdných (kočovných) podniků. Některé jsou členy Sdružení provozovatelů technické zábavy LITEZA. Toto sdružení je členem evropské asociace lunaparků.
Českým prototypem takového vývoje se stala jarní Matějská pouť v Praze, jejíž atrakce se od kostela svatého Matěje v dejvických kopcích nejprve přesouvaly do nižších poloh poutní cesty, která už od barokní doby začínala poblíž Bruské brány. Po mnoho let bývaly atrakce v prostoru dnešního Vítězného náměstí, v roce 1960 Letná, pak i Břevnov či Modřany. V roce 1963 se Matějská pouť usídlila na pražském Výstavišti. Její rozšíření i na podzimní sezónu se nazývalo nejprve Podzimní pouť, pak Václavská pouť. Nejznámější stálé atrakce v lunaparku byly zřejmě horská dráha Cyklon z roku 1973 a Ruské kolo z roku 1981. Ty však byly v roce 2018 odstraněny, i nadále se ovšem konají jarní a podzimní poutě.

### Pevné zábavní parky
- Pražský lunapark na Výstavišti, od roku 1963
- Western Park Boskovice, od roku 1994
- DinoParky, od roku 2003
- Merlin’s KinderWelt ve Znojmě, od roku 2009
- Mirakulum v Milovicích, od roku 2012
- Majaland v Praze, od roku 2021

## Zábavní parky ve světě

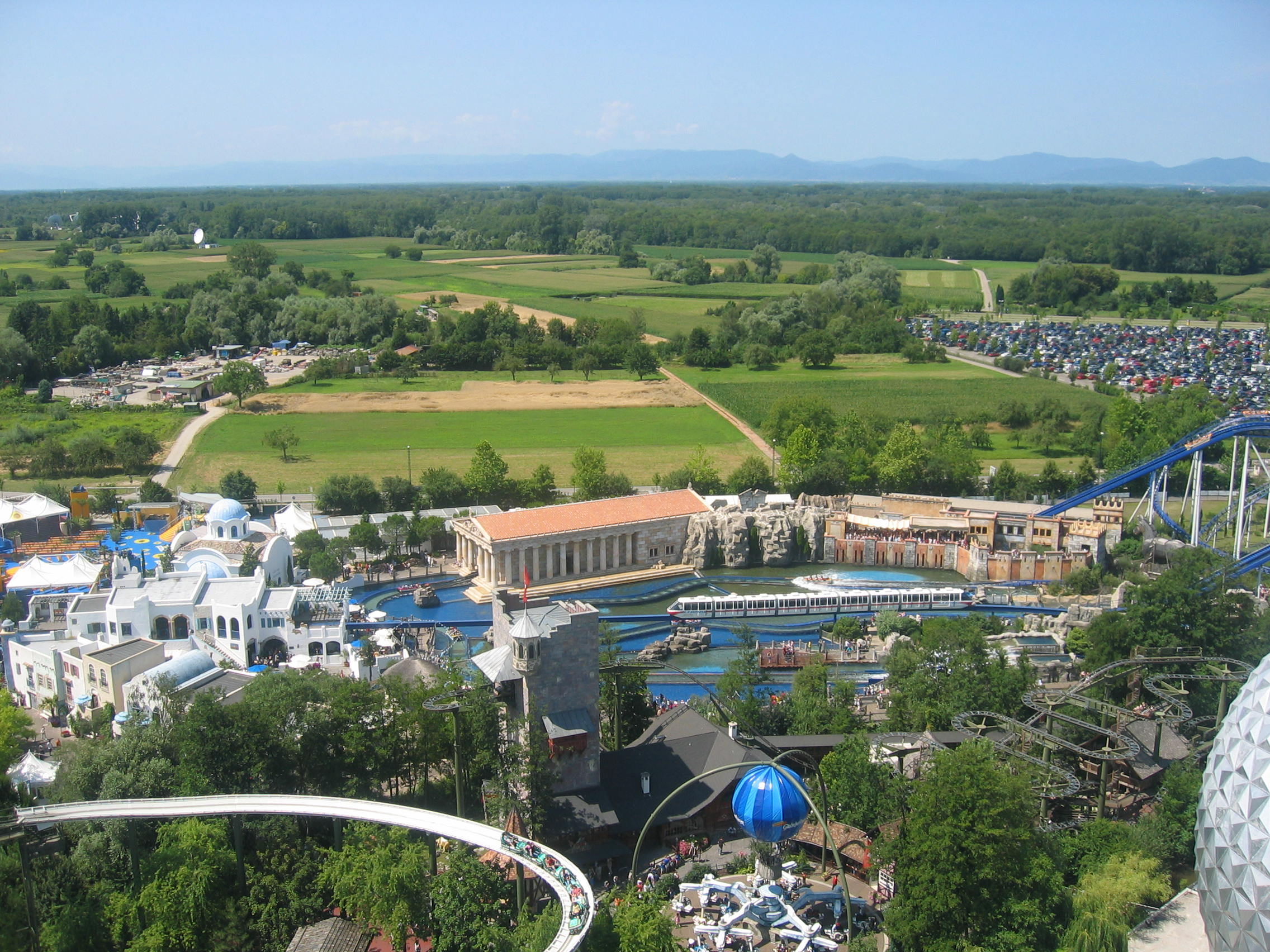
Europa-Park, Německo

K Česku nejbližším zábavním parkům patří vídeňský Prátr, polský lunapark Energylandia (město Zátor), nebo německý Heide Park (Dolní Sasko) a Europa Park (okres Ortenau). Ten je druhým nejnavštěvovanějším parkem v Evropě po Disneylandu v Paříži.
Další nejnavštěvovanější parky v Evropě jsou: Efteling v Nizozemí, Dyrehavsbakken a Zábavní park Tivoli v Dánsku, PortAventura ve Španělsku, Liseberg ve Švédsku, Joulupukin Pajakylä ve Finsku, Mirabilandia a Gardaland v Itálii, Puy du Fou a Cité de l'espace ve Francii, Parque Warner Madrid u Madridu,  Parc Astérix u Paříže, Alton Towers v Anglii a Legolandy v Dánsku a Anglii.
Mnoho zábavních parků bylo vybudováno zejména v USA a v Japonsku, kde jsou také nejproslulejší horské dráhy. Nejnavštěvovanější parky na světě jsou Walt Disney World Resort na Floridě, Disneyland v Anaheimu a Tokijský disneyland, kromě Disneylandů také parky Universal Studios Park, které vlastní NBCUniversal, v Asii Ocean Park Hong Kong v Hongkongu a Everland v Jižní Koreji. 
Korporace parků Six Flags patří ke největším řetězcům zábavních parků na světě, nejvíce parků má v USA a zaměřuje se především na horské dráhy.